# Nemanja Jaramaz
Nemanja Jaramaz (nacido el 10 de julio de 1991 en Nikšić, Montenegro) es un jugador de baloncesto serbio. Con una estatura de 2.01 metros, juega en la posición de escolta en el Stal Ostrów Wielkopolski polaco. Es el hermano mayor del también jugador profesional Ognjen Jaramaz.

## Biografía
Es un escolta con experiencia en Europa, incluso en competiciones continentales como la Eurocup y la Euroliga. Se trata de un jugador polivalente, con capacidad de tiro, pero también de penetración, y con buen porcentaje de tiros libres
Formado en las categorías inferiores del Partizán, el jugador balcánico disputó con el PGE Turow Zgorzelec de la liga polaca, 53 partidos en la temporada 2014-15, promediando 8,4 puntos y 2,8 rebotes.
En 2015, firmó por el COB  Orense (incluso fue anunciado oficialmente su fichaje), anulando su vinculación con el club orensano una vez quedó éste fuera de la Liga Endesa.
En la temporada 2015-16, en la Liga Adriática (ABA League), ha promediado 5,8 puntos por partido y 1,2 asistencias en 16 minutos de juego, mientras que en la Eurocup, ha hecho 8,8 puntos, 2,3 rebotes y 2,3 asistencias.
En 2016 firma por el Bàsquet Manresa de la Liga Endesa, hasta el final de la temporada.